# Forteresse de Toruń
La forteresse de Toruń fut construite entre 1872 et 1894 dans la ville de Toruń à la demande du Royaume de Prusse. Cette forteresse est l'une des plus amples de l'Europe centrale et de l'Europe de l'Est. Le complexe de la forteresse, composé d'une chaîne de forts surplombant la ville ainsi que de nombreuses fortifications complémentaires plus petites, avait pour but de défendre la frontière Est de la Prusse (avec l'Empire russe). Malgré sa planification et ses investissements importants, La forteresse n'a pas joué un rôle significatif lors de la Première Guerre mondiale, ni dans aucun autre conflit ultérieur.

## Histoire

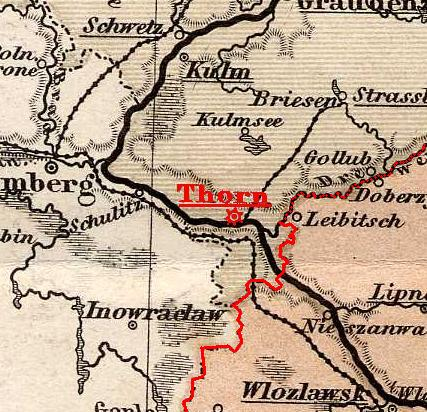
Toruń (marquée en rouge sous le nom de Thorn) près de la frontière germano-prussienne et russe (aussi marquée en rouge).

Toruń était une vile importante située au nord de la frontière entre la Prusse et la Russie. Cette frontière s'étendait du Sud-Ouest au Nord-Est. Au Nord, la frontière suit le cours de la Drwęca, affluent de la Vistule qui traverse Toruń. Avec ses améliorations des techniques de l'Artillerie, comprenant l'introduction des canons rayés et de la poudre sans fumée, les anciens murs de la cité médiévale, datant des XIIe et XVe siècles, et les bastions datant du XVIIe siècle, quand bien même eurent-ils été modernisés au XIXe siècle, ne procuraient plus une protection suffisante pour la ville.
Le gouvernement prussien débuta la construction de nouvelles fortifications en 1872, qui servirent en premier lieu pour les prisonniers de guerre français capturés pendant la Guerre franco-allemande de 1870. Le but était de construire une chaîne de forts tout autour de la ville de Toruń. Les plans initiaux appelaient à construire cinq forts principaux et deux autres moyens. Les forts II et XI furent construits entre 1877 et 1884, suivis par les forts IV,V, VII, XV, XIII et IX. Les changements continuent en artillerie et en techniques de siège, en particulier l'invention d'un obus de démolition en 1883, rendirent certains plans de la forteresse obsolètes avant même qu'elle soit terminée. C'est pour cette raison que les forts d'artillerie principaux ont été réduits au profit des forts d'infanterie; certains forts d'artillerie furent reconfigurés en forts d'infanterie et des fortifications plus petites furent construites. Au fil du temps, le nombre d'objets en construction s'accrut. Entre 1888 et 1893, les forts II, VI, VIII, X, XII et XIV s'ajoutèrent aux forts existants. Le dernier fort construit fut le fort I, qui devint le fort le plus avancé techniquement. En 32 ans, environ 200 fortifications furent construites. La forteresse se composait principalement de sept grands forts, six de tailles moyennes, six batteries d'artillerie, 32 abris d'infanterie et 52 abris de milieu de terrain(utilisés pour abriter l'artillerie et les munitions).
Le complexe de la forteresse de Toruń fut constamment modernisée par le gouvernement prussien, et pour la dernière fois en 1914 juste avant le début de la Première Guerre mondiale. La majorité des forts furent équipés de batteries d' "artillerie volante", de batteries d'artillerie blindée entre les forts XI, XII, XII et XII, XIII, XIV, et une batterie d'artillerie expérimentale dans le fort XI. De nouveaux points d'observation pour l'infanterie et l'artillerie ont également été ajoutés. Les sorties de ces forts ont été conçues sur un schéma labyrinthique afin de réduire les effets de l'onde des explosions.
La forteresse a été commandée par le gouvernement prussien pour un coût de plus de 60 millions de marks allemands jusqu'en 1914. Environ 30% des infrastructures de Toruń étaient réservées à la forteresse, et environ 25% de la population de la ville étaient employés par la forteresse. Malgré cette investissement, la ville n'a jamais été assiégée par les forces russes et ne prit pas une part significative au cours de la Première Guerre mondiale. Après la guerre, la ville fit partie de le Deuxième République polonaise. En 1971, la forteresse fut officiellement déclarée monument historique par le gouvernement polonais.
Pendant la Seconde Guerre mondiale, certains des forts furent utilisés par les allemands comme Camp de prisonniers de guerre connu sous le nom de Stalag XX-A (en).

## Le site
Le complexe de la forteresse de Toruń est composé de quinze forts (sept artilleries et huit infanteries) ainsi que d'autres fortifications plus petites.
| Nom allemand (jusqu'en 1920) polonais (ensuite)                         | Construction  | Description | Image                        |
| ----------------------------------------------------------------------- | ------------- | --- | ---------------------------- |
| Fort Ia "Guillaume Ier" Fort I "Jean III Sobieski"                      | 1888–1892     | Le fort le plus moderne du complexe était le dernier fort blindé du Second Reich; en tant que prototype des forts blindés, il a servi de base à de nombreuses fortifications similaires construites par la suite sur la frontière ouest de l'Empire allemand (comme les Fortifications de Metz). Malgré son numéro I, ce fut le fort construit en dernier entre 1888 et 1892. le fort I abritait la plus lourde artillerie de tout le complexe avec quatre Obusiers de calibre 210mm placés dans les tours blindées. en plus de l'artillerie, le fort possédait deux points d'observation blindés pour l'artillerie et deux tours d'observation pour l'infanterie. |                              |
| Fort I (Buchrafort) "Bülow" Fort II "Stefan Czarniecki"                 | 1878–1882     | Ce fort fut construit sur un modèle de grand fort d'artillerie. Il est le plus ancien des grands forts de conception prussienne. en tant que faisant partie de la modernisation, il fut équipé d'un point d'observation pour artillerie (Wz.87 - PBSt. 87). | 53° 01′ 08″ N, 18° 40′ 04″ E |
| Fort I-5 "Werk L'Estocq" Fort III "Stanisław Jan Jabłonowski"           | 1888–1890     | Fort III : aussi connu sous le nom de Fort "batterie longue". Avec un remblai et un fossé, il abrite 18 pièces d'artillerie. |                              |
| Fort II "Yorck" Fort IV "Stanisław Żółkiewski"                          | 1878–1884     | Prévu pour être un grand fort d'artillerie, il a été reconstruit pour l'infanterie. Il a été modernisé avec l'ajout d'un point d'observation pour l'artillerie (Wz.87 - PBSt. 87). C'est le seul fort pleinement adapté pour les visites touristiques. Il est le site d'une auberge de jeunesse pour 100 personnes et d'un restaurant. | 53° 01′ 26″ N, 18° 39′ 22″ E |
| Fort III "Scharnhorst" Fort V "Jan Karol Chodkiewicz"                   | 1878–1884     | Planifié pour être un grand fort d'artillerie, il a été reconstruit pour l'infanterie (juste avant le Fort IV). Il a été modernisé par l'équipement d'un point d'observation moderne pour l'artillerie (Wz.87 - PBSt. 87). Avant la Première Guerre mondiale, son toit fut renforcé avec de la tôle ondulée. | 53° 02′ 01″ N, 18° 38′ 47″ E |
| Fort IIIa "Dohna" Fort VI "Jeremi Wiśniowiecki"                         | 1889–1893     | Conçu comme un typique fort d'infanterie en forme de trapèze. Aujourd'hui situé dans la zone militarisée. |                              |
| Fort IV "Frédéric II" Fort VII "Tadeusz Kościuszko"                     | 1879–1883     | Planifié pour être un grand fort d'artillerie, il été reconstruit pour l'infanterie (tout comme les forts IV et V). Cet endroit servit de site d'exécution de plus de 1 500 citoyens polonais par la Gestapo pendant la Seconde Guerre mondiale. | 53° 02′ 27″ N, 18° 37′ 58″ E |
| Fort IVb "Herzog Albrecht" Fort VIII "Casimir III de Pologne"           | 1889–1893     | Conçu comme un typique fort d'infanterie en forme de trapèze, il fut équipé de trois tours d'observation pour l'infanterie et batteries volantes. |                              |
| Fort IVa "Heinrich von Plauen" Fort IX "Boleslas Ier de Pologne"        | 1882–1885     | Un fort de taille moyenne,reconstruit pour l'infanterie, mais inachevé en raison de sa conception rendue obsolète par l'arrivée des munitions de destruction modernes. |                              |
| Batterie Grünthalmühte Fort X "Bateria Nadbrzeżna" (Batterie Riveraine) | 1889–1892     | Cette batterie d'artillerie ouverte avec six canons de diamètres 120mm se situe proche de la Vistule. C'est le seul fort sana tour d'observation. |                              |
| Fort V "Grosser Kurfürst" Fort XI "Étienne Báthory"                     | 1877–1881     | Construit comme un fort d'artillerie. il a été un des bâtiments du Stalag XX-A. Il appartient actuellement à la société Polmozbyt (pl) et est utilisé comme entrepôt. | 53° 02′ 35″ N, 18° 36′ 18″ E |
| Fort Va "Ulrich von Jungingen" Fort XII "Ladislas II Jagellon"          | 1889–1893     | Conçu comme un typique fort d'infanterie en forme de trapèze. En 1941, c'est un bâtiment du Stalag XX-C. Il était situé dans un champ d'entrainement militaire. |                              |
| Fort VI "Winrich von Kniprode" Fort XIII "Karol Kniaziewicz"            | 1880–1885     | Le Fort d'artillerie principal, inachevé en raison de sa conception devenue obsolète par l'arrivée des munitions de démolition. Ce fut le site d'un des camps pour prisonniers russes et polonais entre 1919 et 1924. Quartier général de l'armée polonaise de Poméranie pendant l'invasion allemande de la Pologne. Camp d'internement pour soldats polonais,puis plus tard bâtiment faisant partie du Stalag XX-A. | 53° 02′ 20″ N, 18° 35′ 09″ E |
| Fort VIa "Hermann Balk" Fort XIV "Józef Bem"                            | 1889–1893     | Ce Fort d'infanterie de taille moyenne fut envisagé comme un trapèze irrégulier, avec le côté gauche et le front protégés par des fossés. Plus tard, il servit d'hôpital pour le Stalag XX-A. |                              |
| Fort VII "Hermann von Salza" Fort XV "Jean-Henri Dombrowski"            | 1881–1885     | Conçu comme un fort d'artillerie et réaménagé en bastion d'infanterie, il fut plus tard équipé d'un point d'observation pour l'artillerie (Wz.87 - PBSt. 87). Utilisé comme camp pour soldats russes, puis pour le Stalag XX-A, et après la guerre, il fut brièvement utilisé pour les prisonniers allemands. | 53° 02′ 05″ N, 18° 33′ 52″ E |
| Fort VIII Fort (?)XVI                                                   | (?) 1889–1893 | | 53° 01′ 23″ N, 18° 33′ 25″ E |
| Fort IX Fort (?)XVII                                                    | (?) 1889–1893 | | 53° 00′ 56″ N, 18° 33′ 31″ E |

## Source
- (en) Cet article est partiellement ou en totalité issu de l’article de Wikipédia en anglais intitulé « Toruń Fortress » (voir la liste des auteurs).